# Pontifical Romano
O Pontifical Romano, em latim, o Pontificale Romanum, é o livro litúrgico católico latino que contém os ritos realizados pelos bispos.
O Pontifical é praticamente um ritual episcopal, contendo formulários e rubricas para os sacramentos e sacramentais que podem ser celebrados por um bispo, incluindo especialmente a consagração do santo crisma e os sacramentos da confirmação e das ordens sagradas. No entanto, não inclui os ritos da Missa ou do Ofício Divino, que podem ser encontrados no Missal Romano e na Liturgia das Horas, respectivamente. Por causa do uso do adjetivo pontifício em outros contextos para se referir ao papa, às vezes se pensa erroneamente que o Pontificale Romanum é um livro reservado ao papa. Pode-se argumentar que é o livro daqueles que têm direito ao uso, em certos contextos, da pontificalia, isto é, insígnias episcopais. Isso nem sempre é limitado apenas aos bispos, mas, de acordo com a atual lei canônica católica latina, em certas circunstâncias, pode ser usado por outros, incluindo abades e governantes de dioceses ou quase-dioceses que não foram ordenados bispos. 
O Pontifical tem suas fontes principalmente em textos e rubricas que existiam nos antigos sacramentos e Ordines Romani e foram gradualmente reunidos para formar um volume, para maior conveniência do bispo oficiante. Os primeiros pontificais datam do final do século IX. A partir de meados do século X, uma compilação em particular, conhecida pelos historiadores como Pontificale Romano-Germanicum, tornou - se dominante e foi amplamente copiada. No entanto, os pontificais manuscritos receberam várias descrições e um pontifical poderia muito bem ser descrito com graus variados de precisão como Liber Pontificalis, Liber Sacramentorum, Liber Officialis, Ordinarium Episcopale ou Benedictionale. 
Sob Clemente VIII, uma versão padrão foi publicada para o uso de todo o rito romano, sob o título Pontificale Romanum. Foi reimpresso pela autoridade com muitas variações várias vezes. até 1962, após o que foi reformulado e reestruturado de acordo com as decisões do Concílio Vaticano II. 
O livro de serviço não deve ser confundido com a coleção de anais papais chamados Liber Pontificalis, provavelmente compilada pela primeira vez no século V ou VI. 

## Cristianismo Oriental

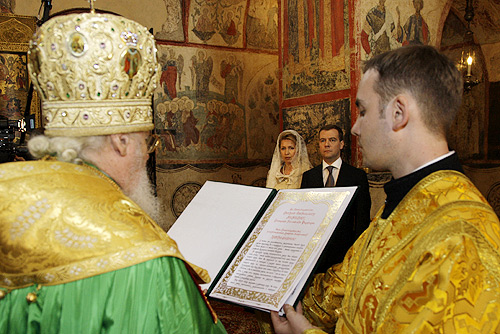
Um servidor segurando o Archieratikon para um patriarca ortodoxo russo de Moscou.

Na Igreja Ortodoxa Oriental e nas Igrejas Católicas Orientais, o equivalente ao Pontifical é o Archieratikon (grego: Ἀρχηιερατικόν; eslavo: Чиновникъ, Chinovnik). Este livro geralmente está em um formato grande e contém apenas as partes das Vésperas, Matinas e a Divina Liturgia que pertencem ao bispo (hierarca). Ele também contém os ritos ( ordenação, consagração de uma igreja etc. ) que normalmente são realizados apenas por um bispo. 